# Edwin Aspenbäck
Edwin Nils Svensson Aspenbäck (* 8. Juli 2000 in Hjo) ist ein schwedischer Handballspieler. Auf der Position Rückraum Rechts spielt er für die Rhein-Neckar Löwen in der Bundesliga und in der schwedischen Nationalmannschaft.

## Karriere

### Im Verein
Edwin Aspenbäck begann seine Handballkarriere mit sechs Jahren beim in seinem Heimatort Hjo ansässigen Verein HK Guldkroken. Mit 13 Jahren wechselte er zum benachbarten Verein IFK Skövde HK, bei dem er auch seine restlichen Jugendjahre absolvierte. Bis zum Alter von 15 Jahren spielte er Handball und Fußball parallel, entschied sich dann aber für den Handballsport. Im Sommer 2019 unterschrieb er einen Vertrag bei den Profis des IFK Skövde, die in der höchsten schwedischen Handballliga spielten.
Zur Saison 2020/21 wechselte er nach Norwegen zu Elverum Håndball und unterschrieb hier einen Vierjahresvertrag. Nach einer Saison mit dem Gewinn der norwegischen Meisterschaft, des norwegischen Pokals und dem Erreichen des Achtelfinals der Champions League wurde er ab Sommer 2021 nach Schweden an den Aufsteiger Hammarby IF HF ausgeliehen, um mehr Spielanteile zu erhalten. Nach dieser Leihsaison wechselte er fest zu Hammarby IF HF und unterschrieb einen Vertrag bis 2024. Im März 2023 erreichte das Team das Finale im ATG Svenska cupen (schwedischer Pokal) gegen IFK Kristianstad und unterlag im Rückspiel erst nach Siebenmeterwerfen. In der Handbollsligan erreichte Hammarby die Play-offs, gewann das Viertelfinale mit 3:0 gegen Alingsås HK und unterlag im Halbfinale erneut gegen IFK Kristianstad. Edwin Aspenbäck wurde in dieser Saison mit 139 Toren (Platz 5 in der Torschützenliste, bester Torschütze von Hammarby IF) in das All-Star-Team auf der Position Rückraum Rechts gewählt. In der folgenden Saison 2023/24 erreichte das Team zum dritten Mal in Folge die Play-offs und scheiterte erneut knapp mit 2:3 Siegen an IFK Kristianstad, dieses Mal im Viertelfinale. Aspenbäck wurde mit 129 Toren erneut in das All-Star-Team der Saison gewählt. Auch im Svenska cupen erreichte Hammarby wieder das Finale, in dem das Team mit einem Tor Unterschied gegen Ystads IF unterlag.
In der Saison 2024/25 wechselte Aspenbäck in die dänische Håndboldligaen zum TTH Holstebro. Er erreichte mit dem Team das Halbfinale der Play-offs um die dänische Meisterschaft. Mit 142 Vorlagen war er bis zu seinem verletzungsbedingten vorzeitigen Saisonende im Playoff-Viertelfinale bester Vorlagengeber und mit 155 Toren achtbester Feldtorschütze in der Liga. Die Håndboldligaen wählte ihn aufgrund dieser Resultate in die Mannschaft des Jahres.
Zur Saison 2025/26 wechselte Aspenbäck zum deutschen Bundesligisten Rhein-Neckar Löwen.

### In Auswahlmannschaften
Edwin Aspenbäck startete seine Nationalmannschaftskarriere in der schwedischen U17-Nationalmannschaft und gewann mit dem Team im Juli 2017 die European Open in Göteborg. Im Juli 2021 nahm er noch an den letzten beiden Spielen der schwedischen U21-Nationalmannschaft gegen Dänemark teil. Eine Weltmeisterschaft fand in diesem Jahr aufgrund der Covid-19-Pandemie nicht mehr statt.
Am 6. November 2024 gab er sein Debüt für die A-Nationalmannschaft gegen Frankreich. Bei der Weltmeisterschaft 2025 bestritt er alle sechs Spiele, wobei er kein Tor erzielte, und belegte mit dem Team den 14. Platz.

## Bisherige Erfolge und Auszeichnungen
- 2017: Sieger bei den European Open mit der schwedischen U17-Nationalmannschaft
- 2021: Norwegischer Meister mit Elverum Håndball
- 2021: Norwegischer Pokalsieger mit Elverum Håndball
- 2023, 2024: Finale um den schwedischen Pokal mit Hammarby IF HF
- 2023: All-Star-Team der schwedischen Handbollsligan
- 2024: All-Star-Team der schwedischen Handbollsligan
- 2025: Mannschaft des Jahres in der dänischen Håndboldligaen

## Saisonbilanzen
| Saison  | Verein                | Spielklasse           | Spiele | Tore | 7-Meter | Feldtore |
| ------- | --------------------- | --------------------- | ------ | ---- | ------- | -------- |
| 2019/20 | IFK Skövde HK         | Handbollsligan        | 0004   | 0000 | 001     | 0000     |
| 2020/21 | Elverum Håndball      | Eliteserien           | 009    | 0005 | 000     | 0005     |
| 2021/22 | Hammarby IF HF        | Handbollsligan        | 0026   | 0083 | 000     | 0083     |
| 2022/23 | Hammarby IF HF        | Handbollsligan        | 0026   | 0139 | 000     | 0139     |
| 2023/24 | Hammarby IF HF        | Handbollsligan        | 0026   | 0129 | 000     | 0129     |
| 2024/25 | TTH Holstebro         | Håndboldligaen        | 0031   | 0155 | 000     | 0155     |
| 2019–24 | Gesamt Handbollsligan | Gesamt Handbollsligan | 0082   | 0352 | 001     | 0351     |